# Austria na Zimowych Igrzyskach Olimpijskich 1964
Austrię na Zimowych Igrzyskach Olimpijskich 1964 reprezentowało 83 zawodników.

## Zdobyte medale
| Medal  | Zawodnik                                                   | Dyscyplina            | Konkurencja            |
| ------ | ---------------------------------------------------------- | --------------------- | ---------------------- |
| Złoto  | Egon Zimmermann                                            | Narciarstwo alpejskie | zjazd mężczyzn         |
| Złoto  | Josef Stiegler                                             | Narciarstwo alpejskie | slalom mężczyzn        |
| Złoto  | Christl Haas                                               | Narciarstwo alpejskie | zjazd kobiet           |
| Złoto  | Josef Feistmantl Manfred Stengl                            | Saneczkarstwo         | dwójka mężczyzn        |
| Srebro | Karl Schranz                                               | Narciarstwo alpejskie | gigant slalom mężczyzn |
| Srebro | Edith Zimmermann                                           | Narciarstwo alpejskie | zjazd kobiet           |
| Srebro | Erwin Thaler Adolf Koxeder Josef Nairz Reinhold Durnthaler | Bobsleje              | czwórka mężczyzn       |
| Srebro | Reinhold Senn Helmut Thaler                                | Saneczkarstwo         | dwójka mężczyzn        |
| Srebro | Regine Heitzer                                             | Łyżwiarstwo figurowe  | singiel kobiet         |
| Brąz   | Josef Stiegler                                             | Narciarstwo alpejskie | gigant slalom mężczyzn |
| Brąz   | Traudl Hecher                                              | Narciarstwo alpejskie | zjazd kobiet           |
| Brąz   | Helene Thurner                                             | Saneczkarstwo         | jedynka kobiet         |

## Skład kadry

### Biathlon
Mężczyźni
| Zawodnik            | Konkurencja   | czas biegu               | Kary                     | Łączny czas              | Pozycja                  |
| ------------------- | ------------- | ------------------------ | ------------------------ | ------------------------ | ------------------------ |
| Hansjörg Farbmacher | Bieg na 20 km | 1:28:11,3                | 8:00                     | 1:36:11,3                | 28.                      |
| Walter Müller       | Bieg na 20 km | 1:25:12,3                | 14:00                    | 1:39:12,3                | 34.                      |
| Adolf Scherwitzl    | Bieg na 20 km | 1:36:12,7                | 12;00                    | 1:48:12,7                | 41.                      |
| Paul Ernst          | Bieg na 20 km | Nie ukończył konkurencji | Nie ukończył konkurencji | Nie ukończył konkurencji | Nie ukończył konkurencji |

### Biegi narciarskie
Mężczyźni
| Zawodnik                                                     | Konkurencja        | czas               | Pozycja            |
| ------------------------------------------------------------ | ------------------ | ------------------ | ------------------ |
| Hermann Lackner                                              | Bieg na 15 km      | 58:04,0            | 48.                |
| Hubert Schrott                                               | Bieg na 15 km      | 59:01,7            | 52.                |
| Anton Kogler                                                 | Bieg na 15 km      | 59:10,6            | 53.                |
| Günther Rieger                                               | Bieg na 15 km      | 1:01:07,3          | 59.                |
| Andreas Janc                                                 | Bieg na 30 km      | 1:40:23,3          | 31.                |
| Hansjörg Farbmacher                                          | Bieg na 30 km      | 1:41:37,1          | 36.                |
| Hermann Mayr                                                 | Bieg na 30 km      | 1:48:53,3          | 56.                |
| Franz Vetter                                                 | Bieg na 30 km      | Nie ukończył biegu | Nie ukończył biegu |
| Andreas Janc                                                 | Bieg na 50 km      | 2:58:43,8          | 21.                |
| Hermann Mayr                                                 | Bieg na 50 km      | 3:08:48,6          | 33.                |
| Günther Rieger Hansjörg Farbmacher Anton Kogler Andreas Janc | Sztafeta 4 × 10 km | 2:34:48,9          | 11.                |

Kobiety
| Zawodnik        | Konkurencja   | czas    | Pozycja |
| --------------- | ------------- | ------- | ------- |
| Heiderun Ludwig | Bieg na 5 km  | 20:11,3 | 20.     |
| Heiderun Ludwig | Bieg na 10 km | 47:27,6 | 25.     |

### Bobsleje
Mężczyźni
| Osada | Zawodnik                                                   | Konkurencja | Ślizg 1 | Ślizg 2 | Ślizg 3 | Ślizg 4 | Łącznie | Pozycja |
| ----- | ---------------------------------------------------------- | ----------- | ------- | ------- | ------- | ------- | ------- | ------- |
| AUT-1 | Erwin Thaler Josef Nairz                                   | Dwójki      | 1:05,72 | 1:06,98 | 1:06,48 | 1:06,33 | 4:25,51 | 8.      |
| AUT-2 | Franz Isser Reinhold Durnthaler                            | Dwójki      | 1:06,94 | 1:06,71 | 1:07,40 | 1:07,40 | 4:28,09 | 9.      |
| AUT-1 | Erwin Thaler Adolf Koxeder Josef Nairz Reinhold Durnthaler | Czwórki     | 1:03,67 | 1:03,94 | 1:03,74 | 1:04,13 | 4:15,48 | srebro  |
| AUT-2 | Paul Aste Herbert Gruber Andreas Arnold Hans Stoll         | Czwórki     | 1:04,65 | 1:04,40 | 1:04,43 | 1:04,25 | 4:17,13 | 7.      |

### Hokej na lodzie
Reprezentacja mężczyzn
| - Adolf Bachura - Horst Kakl - Dieter Kalt - Christian Kirchberger - Hermann Knoll - Eduard Mössmer - Tassilo Neuwirth - Alfred Püls - Sepp Puschnig |  | - Erich Romauch - Fritz Spielmann - Del Saint John - Gustav Tischer - Friedrich Turek - Fritz Wechselberger - Erich Winkler - Walter Znenahlik |

Reprezentacja Austrii w rundzie kwalifikacyjnej rozegrała mecz z reprezentacją Finlandii przegrywając 8:2. W dalszej części turnieju olimpijskiego reprezentacja Austrii brała udział w rozgrywkach grupy pocieszenia (B) zajmując w niej piąte miejsce. Ostatecznie reprezentacja Austrii została sklasyfikowana na 13. miejscu.

#### Runda kwalifikacyjna
| 28 stycznia 1964 | Finlandia | 8:2 | Austria | Eisstadion |

| Godzina: 20:30 |  | (3:0, 3:1, 2:1) |  |  |

#### Grupa pocieszenia
| Drużyna    | M | Mecze | Mecze | Mecze | Bramki | Bramki | Bramki | Pkt |
| Drużyna    | M | W     | R     | P     | +      | -      | +/-    | Pkt |
| ---------- | - | ----- | ----- | ----- | ------ | ------ | ------ | --- |
| Polska     | 7 | 6     | 0     | 1     | 40     | 13     | +27    | 12  |
| Norwegia   | 7 | 5     | 0     | 2     | 40     | 19     | +21    | 10  |
| Japonia    | 7 | 4     | 1     | 2     | 35     | 31     | +4     | 9   |
| Rumunia    | 7 | 3     | 1     | 3     | 31     | 28     | +3     | 7   |
| Austria    | 7 | 3     | 1     | 3     | 24     | 28     | -2     | 7   |
| Jugosławia | 7 | 3     | 1     | 3     | 29     | 37     | -8     | 7   |
| Włochy     | 7 | 2     | 0     | 5     | 24     | 42     | -18    | 4   |
| Węgry      | 7 | 0     | 0     | 7     | 14     | 39     | -25    | 0   |

Wyniki
| 30 stycznia 1964 | Jugosławia | 2:6 | Austria | Eisstadion |

| Godzina: 15:30 |

| 1 lutego 1964 | Austria | 3:0 | Węgry | Messehalle |

| Godzina: 17:00 |

| 3 lutego 1964 | Austria | 5:5 | Japonia | Eisstadion |

| Godzina: 17:00 |

| 5 lutego 1964 | Rumunia | 5:2 | Austria | Messehalle |

| Godzina: 14:00 |

| 6 lutego 1964 | Włochy | 3:5 | Austria | Eisstadion |

| Godzina: 14:00 |

| 8 lutego 1964 | Norwegia | 8:2 | Austria | Messehalle |

| Godzina: 9:00 |

| 9 lutego 1964 | Austria | 1:5 | Polska | Eisstadion |

| Godzina: 10:00 |

### Kombinacja norweska
Mężczyźni
| Zawodnik              | Konkurencja   | Bieg narciarski | Bieg narciarski | Bieg narciarski | Skoki narciarskie | Skoki narciarskie | Skoki narciarskie | Skoki narciarskie | Skoki narciarskie | Skoki narciarskie | Skoki narciarskie | Skoki narciarskie | Łącznie | Pozycja |
| Zawodnik              | Konkurencja   | Czas biegu      | Pozycja         | Punkty          | Skok 1            | Nota              | Skok 2            | Nota              | Skok 3            | Nota              | Punkty            | Pozycja           | Łącznie | Pozycja |
| --------------------- | ------------- | --------------- | --------------- | --------------- | ----------------- | ----------------- | ----------------- | ----------------- | ----------------- | ----------------- | ----------------- | ----------------- | ------- | ------- |
| Willi Köstinger       | Indywidualnie | 54:35,5         | 18.             | 188,18          | 70,5              | 113,80            | 65,0              | 101,00            | 66,5              | 111,70            | 225,50            | 5.                | 413,68  | 10.     |
| Waldemar Heigenhauser | Indywidualnie | 56:24,1         | 25.             | 168,32          | 67,5              | 105,4             | 67,0              | 105,00            | 56,0              | 83,70             | 210,40            | 11.               | 378,72  | 19.     |
| Leopold Kohl          | Indywidualnie | 57:09,8         | 29.             | 160,26          | 57,0              | 82,20             | 56,0              | 74,90             | 64,5              | 99,40             | 181,60            | 25.               | 341,86  | 28.     |
| Franz Scherübl        | Indywidualnie | 56:19,9         | 24.             | 169,00          | 53,5              | 75,20             | 54,5              | 76,60             | 61,0              | 93,0              | 169,60            | 27.               | 338,60  | 29.     |

### Łyżwiarstwo figurowe
| Zawodnik                           | Konkurencja   | Nota   | Pozycja |
| ---------------------------------- | ------------- | ------ | ------- |
| Regine Heitzer                     | Solistki      | 1945,5 | srebro  |
| Helli Sengstschmid                 | Solistki      | 1782,1 | 9.      |
| Ingrid Ostler                      | Solistki      | 1648,8 | 20.     |
| Emmerich Danzer                    | Soliści       | 1824,0 | 5.      |
| Peter Jonas                        | Soliści       | 1752,0 | 7.      |
| Wolfgang Schwarz                   | Soliści       | 1695,9 | 15.     |
| Gerlinde Schönbauer Wilhelm Bietak | Pary sportowe | 87,7   | 12.     |
| Inge Strell Ferry Dedovich         | Pary sportowe | 83,6   | 15.     |

### Łyżwiarstwo szybkie
Mężczyźni
| Zawodnik         | Konkurencja   | Konkurencja   | Konkurencja     | Konkurencja     | Konkurencja    | Konkurencja    | Konkurencja      | Konkurencja      |
| Zawodnik         | Bieg na 500 m | Bieg na 500 m | Bieg na 1500 m  | Bieg na 1500 m  | Bieg na 5000 m | Bieg na 5000 m | Bieg na 10 000 m | Bieg na 10 000 m |
| Zawodnik         | Czas          | Miejsce       | Czas            | Miejsce         | Czas           | Miejsce        | Czas             | Miejsce          |
| ---------------- | ------------- | ------------- | --------------- | --------------- | -------------- | -------------- | ---------------- | ---------------- |
| Manfred Zojer    | 43,5          | 35.           |                 |                 |                |                |                  |                  |
| Peter Toyfl      | 43,7          | 36.           | 2:24,2          | 48.             |                |                |                  |                  |
| Hermann Strutz   |               |               | 2:18,0          | 33.             | 7:48,3         | 5.             | 16:42,6          | 11.              |
| Josef Reisinger  |               |               | 2:27,8          | 51.             |                |                |                  |                  |
| Erich Korbel     |               |               | Dyskwalifikacja | Dyskwalifikacja |                |                |                  |                  |
| Reinhold Seeböck |               |               |                 |                 | 8:29,6         | 37.            |                  |                  |
| Gerhard Strutz   |               |               |                 |                 | 8:50,4         | 42.            |                  |                  |

### Narciarstwo alpejskie
Mężczyźni
| Zawodnik        | Konkurencja | Konkurencja | Konkurencja              | Konkurencja              | Konkurencja         | Konkurencja         | Konkurencja      | Konkurencja      |
| Zawodnik        | Zjazd       | Zjazd       | Slalom gigant            | Slalom gigant            | Slalom specjalny    | Slalom specjalny    | Slalom specjalny | Slalom specjalny |
| Zawodnik        | Czas        | Pozycja     | Czas                     | Pozycje                  | Czas 1-go przejazdu | Czas 2-go przejazdu | Czas łączny      | Pozycja          |
| --------------- | ----------- | ----------- | ------------------------ | ------------------------ | ------------------- | ------------------- | ---------------- | ---------------- |
| Egon Zimmermann | 2:18,16     | złoto       | Nie ukończył konkurencji | Nie ukończył konkurencji |                     |                     |                  |                  |
| Gerhard Nenning | 2:19,98     | 7.          | 1:49,68                  | 6.                       | 1:10,29             | 1:02,91             | 2:13,20          | 7.               |
| Heini Messner   | 2:20,74     | 10.         |                          |                          |                     |                     |                  |                  |
| Karl Schranz    | 2:20,98     | 11.         | 1:47,09                  | srebro                   | 1:10,04             | 1:11,54             | 2:21,58          | 24.              |
| Josef Stiegler  |             |             | 1:48,05                  | brąz                     | 1:09,03             | 1:02,10             | 2:11,13          | złoto            |
| Hias Leitner    |             |             |                          |                          | 1:17,07             | 1:02,57             | 2:19,64          | 21.              |

Kobiety
| Zawodniczka        | Konkurencja | Konkurencja | Konkurencja   | Konkurencja   | Konkurencja             | Konkurencja               | Konkurencja               | Konkurencja               |
| Zawodniczka        | Zjazd       | Zjazd       | Slalom gigant | Slalom gigant | Slalom specjalny        | Slalom specjalny          | Slalom specjalny          | Slalom specjalny          |
| Zawodniczka        | Czas        | Pozycja     | Czas          | Pozycja       | Czas 1-go przejazdu     | Czas 2-go przejazdu       | Czas łączny               | Pozycja                   |
| ------------------ | ----------- | ----------- | ------------- | ------------- | ----------------------- | ------------------------- | ------------------------- | ------------------------- |
| Christl Haas       | 1:55:39     | złoto       | 1:53,86       | 4.            | 46,43                   | 48,68                     | 1:35,11                   | 6.                        |
| Edith Zimmermann   | 1:56,42     | srebro      | 1:54,21       | 6.            | 46,24                   | 48,03                     | 1:34,27                   | 5.                        |
| Traudl Hecher      | 1:56,66     | brąz        | 1:54,55       | 8.            | 44,52                   | Nie ukończyła przejazdu   | Nie ukończyła konkurencji | Nie ukończyła konkurencji |
| Edda Kainz         | 2:02,69     | 22.         |               |               |                         |                           |                           |                           |
| Marianne Jahn-Nutt |             |             | 1:55,95       | 13.           | Nie ukończyła przejazdu | Nie ukończyła konkurencji | Nie ukończyła konkurencji | Nie ukończyła konkurencji |

### Saneczkarstwo
Mężczyźni
| Zawodnik                        | Konkurencja | Ślizg 1 | Ślizg 2 | Ślizg 3 | Ślizg 4 | Łącznie | Pozycja |
| ------------------------------- | ----------- | ------- | ------- | ------- | ------- | ------- | ------- |
| Josef Feistmantl                | Jedynki     | 52,14   | 52,58   | 53,31   | 53,11   | 3:31,34 | 5.      |
| Franz Tiefenbacher              | Jedynki     | 53,31   | 53,04   | 54,00   | 53,51   | 3:33,86 | 8.      |
| Manfred Schmid                  | Jedynki     | 53,27   | 52,86   | 53,82   | 54,09   | 3:34,04 | 9.      |
| Josef Feistmantl Manfred Stengl | Dwójki      | 50,57   | 51,05   |         |         | 1:41,62 | złoto   |
| Reinhold Senn Helmut Thaler     | Dwójki      | 51,02   | 50,89   |         |         | 1:41,91 | srebro  |

Kobiety
| Zawodnik           | Konkurencja | Ślizg 1 | Ślizg 2              | Ślizg 3                   | Ślizg 4                   | Łącznie                   | Pozycja                   |
| ------------------ | ----------- | ------- | -------------------- | ------------------------- | ------------------------- | ------------------------- | ------------------------- |
| Helene Thurner     | Jedynki     | 52,08   | 52,08                | 52,42                     | 52,48                     | 3:29,06                   | brąz                      |
| Friederike Matejka | Jedynki     | 53,61   | 52,98                | 53,94                     | 54,15                     | 3:34,68                   | 7.                        |
| Antonia Lanthaler  | Jedynki     | 54,30   | Nie ukończyła ślizgu | Nie ukończyła konkurencji | Nie ukończyła konkurencji | Nie ukończyła konkurencji | Nie ukończyła konkurencji |

### Skoki narciarskie
Mężczyźni
| Konkurencja       | Skoczek           | Skok 1    | Skok 1 | Skok 2    | Skok 2 | Skok 3    | Skok 3 | Nota   | Pozycja |
| Konkurencja       | Skoczek           | odległość | Nota   | odległość | Nota   | odległość | Nota   | Nota   | Pozycja |
| ----------------- | ----------------- | --------- | ------ | --------- | ------ | --------- | ------ | ------ | ------- |
| Skocznia normalna | Sepp Lichtenegger | 74,5      | 93,40  | 75,0      | 102,10 | 75,0      | 103,30 | 205,40 | 11.     |
| Skocznia normalna | Baldur Preiml     | 75,0      | 101,10 | 76,0      | 103,50 | 73,5      | 99,20  | 204,60 | 13.     |
| Skocznia normalna | Otto Leodolter    | 72,0      | 96,40  | 74,0      | 99,70  | 72,0      | 97,60  | 197,30 | 28.     |
| Skocznia normalna | Willi Egger       | 71,5      | 91,70  | 71,0      | 94,50  | 71,50     | 92,90  | 187,40 | 44.     |
| Skocznia duża     | Willi Egger       | 86,5      | 100,00 | 87,0      | 106,00 | 80,5      | 98,70  | 206,00 | 12.     |
| Skocznia duża     | Otto Leodolter    | 87,0      | 101,10 | 85,0      | 102,90 | 73,5      | 88,90  | 204,00 | 17.     |
| Skocznia duża     | Baldur Preiml     | 84,5      | 96,10  | 87,0      | 106,00 | 78,0      | 97,20  | 203,20 | 18.     |
| Skocznia duża     | Sepp Lichtenegger | 77,5      | 48,90  | 87,0      | 102,00 | 68,0      | 77,90  | 179,90 | 43.     |